# 王家沟乡
王家沟乡，是中华人民共和国山西省吕梁市柳林县下辖的一个乡镇级行政单位。

## 行政区划
王家沟乡下辖以下地区：
王家沟村、南焉村、兴隆湾村、曹家塔村、南凹村、任家山村、双耳则村、下曹家坡村、刘家山村、佐主村、王家凹村、荣凹村、新民村、大庄村、韩家垣村和荣西村。